# Július Toček
Július Toček   (Margecany, 29 de setembre de 1939 - Winterthur, 7 d'octubre de 2004) fou un remer eslovac que va competir sota bandera de Txecoslovàquia durant la dècada de 1960.
El 1964 va prendre part en els Jocs Olímpics d'Estiu de Tòquio, on guanyà la medalla de bronze en la prova del vuit amb timoner del programa de rem. El 1968 es va exiliar a Suïssa, on va treballar com a especialista en motors marins.